# 王小鸣
王小鸣（1959年3月—），男，湖北黄冈人，中国人民解放军中将。

## 生平
历任军事法院第二审判庭书记员、审判员，总直属队军事法院副院长，军事法院民事审判庭副庭长、庭长等职，2011年升任军事法院副院长。2014年12月，任南京军区政治部副主任。2016年1月，任东部战区陆军纪委副书记。2017年12月，任武警部队纪委书记。2018年2月24日，当选为第十三届全国人大代表。2020年4月，任军事科学院副政治委员。
2012年，晋升少将军衔。2019年7月，晋升中将警衔。